# Писковиці (Нижньосілезьке воєводство)
Писковиці (пол. Pyskowice) — село в Польщі, у гміні Злотория Злоторийського повіту Нижньосілезького воєводства.
Населення — 95 осіб (2011).
У 1975-1998 роках село належало до Легницького воєводства.

## Демографія
Демографічна структура станом на 31 березня 2011 року:
|          | Загалом | Допрацездатний вік | Працездатний вік | Постпрацездатний вік |
| -------- | ------- | ------------------ | ---------------- | -------------------- |
| Чоловіки | 46      | 6                  | 32               | 8                    |
| Жінки    | 49      | 10                 | 26               | 13                   |
| Разом    | 95      | 16                 | 58               | 21                   |